# Danny Saltz
Pour les articles homonymes, voir Saltz.
Danny Saltz, né le 30 juillet 1961 à Chicago, est un ancien joueur de tennis professionnel américain.

## Carrière
Il a étudié la psychologie à l'Université de Californie à Los Angeles puis est passé professionnel en 1983.
En 1984, bien qu'il n'ait remporté qu'un seul match sur le circuit professionnel et qu'il soit classé 390e mondial, il s'adjuge contre toute attente le tournoi d'Auckland contre Chip Hooper. Il devient le huitième joueur de tennis à remporter un tournoi Grand Prix en sortant des qualifications. L'année suivante, il s'incline en demi-finale.
En Grand Chelem, il parvient à passer un tour à l'Open d'Australie 1987. Il bat Patrik Kühnen puis perd contre le numéro un mondial Ivan Lendl (Saltz était 329e) en lui prenant un set : 6-4, 3-6, 6-1, 6-1. Il s'agit de son dernier match dans un tournoi ATP. Cette année-là, il remporte le tournoi Satellite du Midwest.

## Palmarès

### Titre en simple messieurs
| No | Date       | Nom et lieu du tournoi           | Catégorie  | Dotation | Surface    | Finaliste   | Score              |  |
| -- | ---------- | -------------------------------- | ---------- | -------- | ---------- | ----------- | ------------------ |  |
| 1  | 09-01-1984 | Benson and Hedges Open, Auckland | Grand Prix | 75 000 $ | Dur (ext.) | Chip Hooper | 4-6, 6-3, 6-3, 6-4 |  |

## Parcours dans les tournois duGrand Chelem

### En simple
| Année | Open d'Australie | Open d'Australie | Internationaux de France | Internationaux de France | Wimbledon | Wimbledon | US Open         | US Open   |
| ----- | ---------------- | ---------------- | ------------------------ | ------------------------ | --------- | --------- | --------------- | --------- |
| 1981  | —                | —                | —                        | —                        | —         | —         | 1er tour (1/64) | B. Manson |
| 1984  | 1er tour (1/64)  | E. Edwards       | —                        | —                        | —         | —         | 1er tour (1/64) | T. Nelson |
| 1987  | 2e tour (1/32)   | I. Lendl         | —                        | —                        | —         | —         | —               | —         |

N.B. : à droite du résultat se trouve le nom de l'ultime adversaire.

### En double
| Année | Open d'Australie          | Open d'Australie        | Internationaux de France | Internationaux de France | Wimbledon | Wimbledon | US Open                 | US Open                  |
| ----- | ------------------------- | ----------------------- | ------------------------ | ------------------------ | --------- | --------- | ----------------------- | ------------------------ |
| 1984  | 2e tour (1/16) M. Freeman | F. González M. Mitchell | —                        | —                        | —         | —         | 1er tour (1/32) D. Tarr | J. Grabb C. van Rensburg |

N.B. : le nom du ou de la partenaire se trouve sous le résultat ; le nom des ultimes adversaires se trouve à droite.